# Кумерова функција
Кумерова функција или конфлуентна хипергеометријска функција {\displaystyle M(a,b,z)} представља решење Кумерове диференцијалне једначине:
{\displaystyle z{\frac {d^{2}w}{dz^{2}}}+(b-z){\frac {dw}{dz}}-aw=0.}
Функција је добила име по немачком математичару Ернсту Кумеру, који је 1837. први увео ту функцију.

## Дефиниција
Кумерова функција је решење Кумерове диференцијалне једначине и облика је:
{\displaystyle M(a,b,z)=\sum _{n=0}^{\infty }{\frac {a^{(n)}z^{n}}{b^{(n)}n!}}={}_{1}F_{1}(a;b;z)}
где је
{\displaystyle a^{(n)}=a(a+1)(a+2)\cdots (a+n-1)\,}
Друго решење Кумерове диференцијалне једначине је Трикомијева функција {\displaystyle U(a,b,z)}, која је представљена преко Кумерове функције:
{\displaystyle U(a,b,z)={\frac {\Gamma (1-b)}{\Gamma (a-b+1)}}M(a,b,z)+{\frac {\Gamma (b-1)}{\Gamma (a)}}z^{1-b}M(a-b+1,2-b,z).}

## Специјални случајеви
Витакерове функције {\displaystyle M_{\kappa ,\mu }\left(z\right)} и {\displaystyle W_{\kappa ,\mu }\left(z\right)} представљају решења Витакерове диференцијалне једначине и могу се приказати преко Кумерових функција:
{\displaystyle M_{\kappa ,\mu }\left(z\right)=\exp \left(-z/2\right)z^{\mu +{\tfrac {1}{2}}}M\left(\mu -\kappa +{\frac {1}{2}},1+2\mu ;z\right)}
{\displaystyle W_{\kappa ,\mu }\left(z\right)=\exp \left(-z/2\right)z^{\mu +{\tfrac {1}{2}}}U\left(\mu -\kappa +{\frac {1}{2}},1+2\mu ;z\right)}
У случају {\displaystyle b=2a} Кумерова функција се своди на Беселову функцију:
{\displaystyle {\begin{aligned}\,_{1}F_{1}(a,2a,x)&=e^{\frac {x}{2}}\,_{0}F_{1}(;a+{\tfrac {1}{2}};{\tfrac {1}{16}}x^{2})\\&=e^{\frac {x}{2}}\left({\tfrac {1}{4}}x\right)^{{\tfrac {1}{2}}-a}\Gamma \left(a+{\tfrac {1}{2}}\right)I_{a-{\frac {1}{2}}}\left({\tfrac {1}{2}}x\right).\end{aligned}}} и
{\displaystyle U(a,2a,x)={\frac {e^{\frac {x}{2}}}{\sqrt {\pi }}}x^{{\frac {1}{2}}-a}K_{a-{\frac {1}{2}}}\left({\frac {x}{2}}\right),}

## Својства
Кумерова функција може да се представи преко Лагерових полинома:
{\displaystyle M\left(a,b,{\frac {xy}{x-1}}\right)=(1-x)^{a}\cdot \sum _{n}{\frac {a^{(n)}}{b^{(n)}}}L_{n}^{(b-1)}(y)x^{n}}
Трикомијева функција задовољава релацију:
{\displaystyle {\begin{aligned}U(a,b,z)&=e^{(1-t)z}\sum _{i=0}{\frac {(t-1)^{i}z^{i}}{i!}}U(a,b+i,zt)=\\&=e^{(1-t)z}t^{b-1}\sum _{i=0}{\frac {\left(1-{\frac {1}{t}}\right)^{i}}{i!}}U(a-i,b-i,zt).\end{aligned}}}
Кумерове функције повезане су Кумеровим трансформацијама:
{\displaystyle M(a,b,z)=e^{z}\,M(b-a,b,-z)}
{\displaystyle U(a,b,z)=z^{1-b}U\left(1+a-b,2-b,z\right)}.
Кумерова функција повезана је релацијом:
{\displaystyle {\begin{aligned}z{\frac {dM}{dz}}=z{\frac {a}{b}}M(a+,b+)&=a(M(a+)-M)\\&=(b-1)(M(b-)-M)\\&=(b-a)M(a-)+(a-b+z)M\\&=z(a-b)M(b+)/b+zM\\\end{aligned}}}
Трикомијева функција се асимптотски понаша као општа хипергеометријска функција:
{\displaystyle U(a,b,x)\sim x^{-a}\,_{2}F_{0}\left(a,a-b+1;\,;-{\frac {1}{x}}\right),}

## Интегрална репрезентација
За Re b > Re a > 0, Кумерова функција M може представити помоћу интеграла:
{\displaystyle M(a,b,z)={\frac {\Gamma (b)}{\Gamma (a)\Gamma (b-a)}}\int _{0}^{1}e^{zu}u^{a-1}(1-u)^{b-a-1}\,du\,\quad .}
тако да M представља карактеристичну функцију бета расподеле. За :{\displaystyle \operatorname {re} \ a>0)}
{\displaystyle U(a,b,z)={\frac {1}{\Gamma (a)}}\int _{0}^{\infty }e^{-zt}t^{a-1}(1+t)^{b-a-1}\,dt}
Могу да се представе и Барнсовим интегралима:
{\displaystyle M(a,b,z)={\frac {1}{2\pi i}}{\frac {\Gamma (b)}{\Gamma (a)}}\int _{-i\infty }^{i\infty }{\frac {\Gamma (-s)\Gamma (a+s)}{\Gamma (b+s)}}(-z)^{s}ds}